# Jacob Loewenberg
Jacob Loewenberg (2 février 1882 - 27 mars 1969) est un philosophe lettono-américain.

## Jeunesse et carrière
Jacob Loewenberg naît à Tukums, dans l'Empire russe (l'actuelle Lettonie ) et emménage à Riga à l'âge de 13 ans. Craignant la conscription par l'armée rouge, il se rend à Boston en 1904 via l'Allemagne et l'Angleterre.
Loewenberg est accepté au Harvard College dès son arrivée et commence à étudier la philosophie, obtenant une licence  (bachelor's degree) en 1908, une maîtrise (master's degree) en 1909 et un doctorat en 1911 avec une thèse intitulée The Genesis of Hegel's Dialectical Method (« La Genèse de la méthode dialectique de Hegel »). À Harvard, il est influencé par Josiah Royce et George Santayana. Il enseigné l'allemand et la philosophie au Wellesley College avant de prendre rendez-vous au département de philosophie de l'Université de Californie à Berkeley en 1915. Il devient professeur titulaire en 1925 et directeur du département de 1935 à 1941.
En 1950, il refuse de signer un serment de loyauté exigé par le conseil d'administration de l'Université de Californie et est exclu de l'université. La Cour suprême de Californie rétablit son poste et Jacob Loewenberg prend sa retraite en tant que professeur émérite en 1952. En 1962, Loewenberg obtient un doctorat en droit de l'Université.

## Œuvres choisies
- Problematic Realism (« Réalisme problématique ») dans Contemporary American Philosophy, 1930
- Dialogues from Delphi (« Dialogues de Delphes »), 1949
- Conférences Carus, Reason and the Nature of Things (« La raison et la nature des choses »), 1959
- Hegel's Phenomenology: Dialogues on the Life of the Mind (« Phénoménologie  hegelienne : Dialogues sur la vie de l'esprit »), 1965
- Thrice-born: Selected Memories of an American Immigrant  (« Trois fois né : souvenirs choisis d'un immigrant américain »), 1968

« Ce qui le retenait de le dire, c'était la difficulté de trouver une manière de procéder convenable. Il hésitait à écrire un commentaire érudit. Pour le travail exigeant de l'exégèse, impliquant une attention particulière aux détails techniques, il n'avait ni goût ni talent. Ce à quoi il aspirait était une tâche non moins exigeante, à savoir celle de capturer l’esprit d’une œuvre connue pour être déroutante dans la matière et rébarbative dans la manière. » -- Jacob Loewenberg in Thrice-born: Selected Memories of an American Immigrant, p.187 (1968)